# Assemblée provinciale du Haut-Lomami
Bureau définitif
Kamina
L'Assemblée provinciale du Haut-Lomami est l'organe législatif de la province du Haut-Lomami, en République démocratique du Congo. Cette institution exerce un rôle clé dans la gestion et la supervision des affaires provinciales, conformément à la Constitution congolaise.

## Historique
L'assemblée provinciale du Haut-Lomami a été créée à la suite du découpage territorial de 2015, qui a abouti à la subdivision de l'ancienne province du Katanga en quatre nouvelles provinces. Elle est devenue l'organe représentatif de la population de cette jeune province.

### Siège
Le siège de l'assemblée provinciale du Haut-Lomami est situé à Kamina, la capitale provinciale. Ce bâtiment abrite les bureaux des membres de l'Assemblée ainsi que les salles où se tiennent les séances plénières. Il s'agit d'un édifice symbolique pour la démocratie locale et la représentation des citoyens.

## Corps et structure

### Membres
L'Assemblée provinciale du Haut-Lomami est composée de membres élus, appelés députés provinciaux. Leur nombre varie en fonction de la population de la province, conformément aux dispositions légales. Chaque député représente une circonscription électorale et a pour mission de porter la voix de ses électeurs au sein de l'Assemblée,.

### Bureau de l'assemblée
Le Bureau de l'Assemblée provinciale est l'organe exécutif qui dirige les travaux de l'institution. Il est composé de plusieurs membres, dont un président, un vice-président, un rapporteur et d'autres postes selon les règlements intérieurs. Le président joue un rôle central en coordonnant les débats et en veillant au respect des procédures,,,.

### Commissions permanentes
L'assemblée dispose de commissions permanentes, spécialisées dans des domaines spécifiques, tels que :
- Les finances et le budget[13],[14],[15],[16],[17],[18],[19] ;
- Le développement économique et infrastructurel ;
- L'éducation, la santé et les affaires sociales ;
- L'environnement et les ressources naturelles.

Ces commissions examinent les projets de loi, effectuent des enquêtes et fournissent des recommandations aux membres de l'assemblée.

## Rôles et missions
L'assemblée provinciale du Haut-Lomami exerce plusieurs fonctions principales :
1. Législation : Elle adopte des édits provinciaux pour réglementer divers secteurs, tels que l'économie, les infrastructures et la gestion des ressources naturelles.
2. Contrôle : Elle surveille les activités du gouvernement provincial, en interpellant les ministres ou en organisant des enquêtes parlementaires.
3. Représentation : L'Assemblée agit en tant que porte-parole des populations locales auprès des autorités provinciales et nationales.
4. Budget : Elle examine et approuve le budget annuel présenté par l'exécutif provincial.

## Défis et enjeux
L'assemblée provinciale du Haut-Lomami fait face à plusieurs défis, notamment :
- Manque de ressources financières et matérielles : La faible capacité budgétaire limite ses activités et son fonctionnement.
- Renforcement des capacités : Les députés provinciaux nécessitent une formation pour améliorer leur efficacité dans la législation et le contrôle des politiques publiques.
- Transparence et gouvernance : L'amélioration de la transparence et la lutte contre la corruption restent des enjeux majeurs pour garantir une gestion responsable des affaires provinciales.
- Réponses aux besoins locaux : L'Assemblée doit relever les défis liés à l’accès aux services publics essentiels, comme l’éducation, la santé et les infrastructures.

En dépit de ces défis, l'Assemblée provinciale du Haut-Lomami demeure un pilier central de la gouvernance démocratique et du développement de la province.